# Jean-Claude Andruet
Pour les articles homonymes, voir Andruet.
Jean-Claude Andruet, né le 13 août 1940 à Montreuil (France), est un pilote  de rallye français, qui a remporté deux fois le titre de champion de France dans cette discipline. Très éclectique, il a également participé à de nombreuses épreuves sur circuit, ou en courses de côte.
Il est le père de l'ancien champion de France d'échecs Gilles Andruet, assassiné en 1995, et de deux filles, Céline et Lucie.

## Biographie

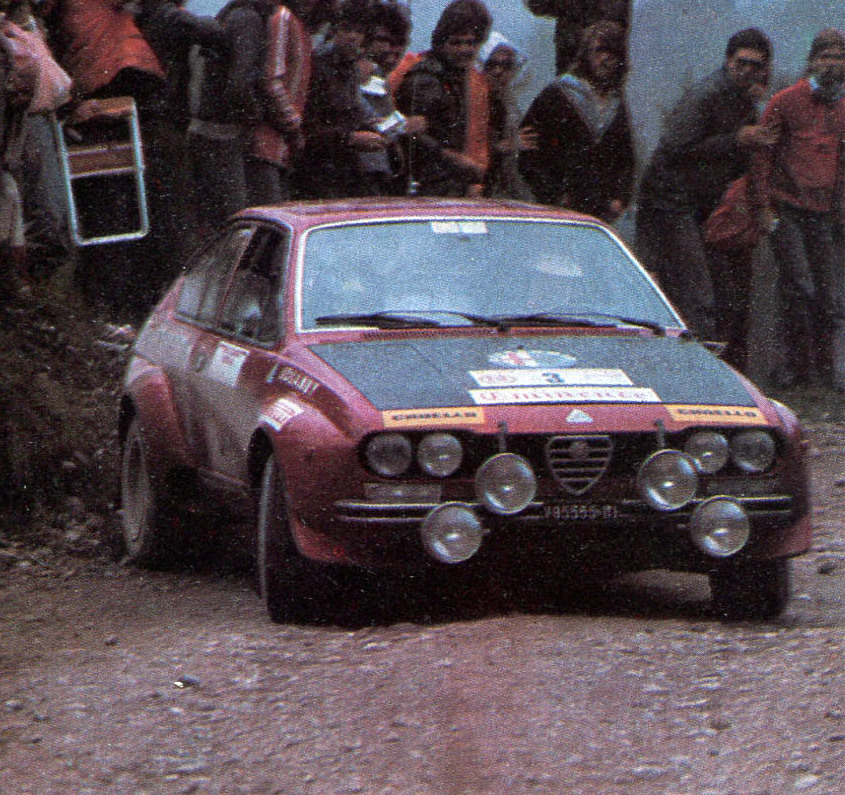
Andruet sur Alfa Romeo Alfetta GT au Rallye San Martino di Castrozza 1975.

Après avoir été champion de France junior de judo, il débute en rallye en 1965 au Rallye national de la Côte Fleurie. Dans la foulée, il remporte deux victoires à la première Coupe Gordini en 1966, à Reims et à Clermont-Ferrand. Vingt ans plus tard, il totalise une soixantaine de victoires, pour un ratio de 17,5 % de réussite (entre rallyes et courses de côtes).
Couronné champion d'Europe et champion de France des rallyes 1970, il est aussi sacré champion de France en 1968. En 1972, il remporte 10 des 11 courses françaises auxquelles il participe.

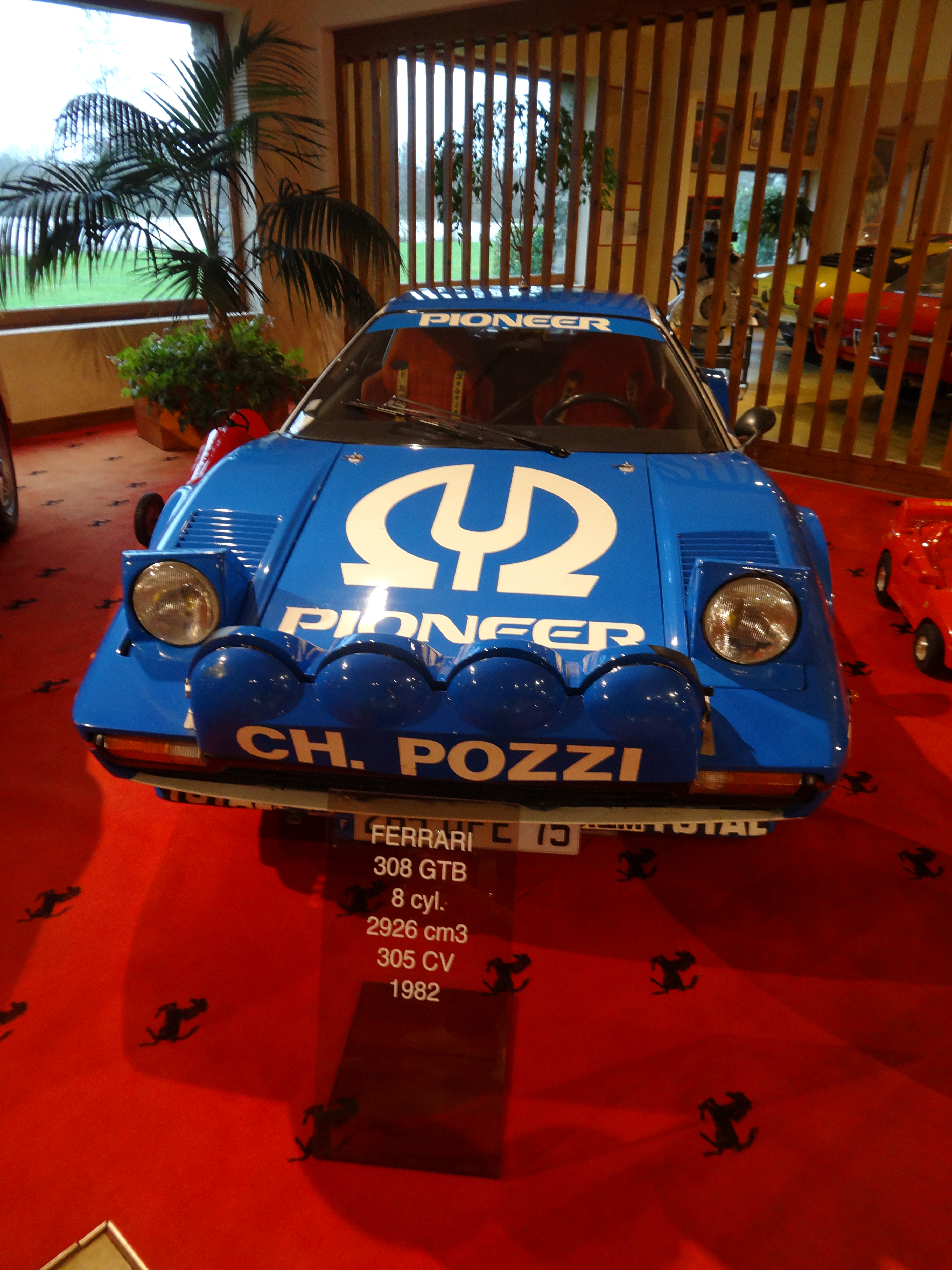
La Ferrari 308 GTB pilotée par Andruet, lors du Championnat d'Europe des rallyes 1982 (victorieuse du Tour Auto).

Parmi ses multiples succès, Jean-Claude Andruet remporte notamment la toute première épreuve organisée en WRC, le réputé Rallye Monte-Carlo 1973 sur la berlinette Alpine Renault (associé ainsi à l'épopée des Alpine Renault Musketeers que furent aussi Jean-Luc Thérier, Jean-Pierre Nicolas et Bernard Darniche, pour remporter le titre constructeur du championnat du monde des rallyes 1973, tout en ayant quitté Alpine pour Lancia après sa victoire au Monte-Carlo). Il triomphe également au Tour de Corse où il l'emporte à trois reprises : deux fois au volant de la berlinette Alpine (en 1968 et 1972), puis une troisième en 1974 avec la Lancia Stratos. Il se fait aussi remarquer sur Ferrari en rallyes, étant notamment trois fois vainqueur du Tour de France automobile en 1972 sur Ferrari 365 GTB4, 1981 et 1982 sur Ferrari 308 GTB, et vainqueur du dixième Rallye de Sicile en 1981, également sur Ferrari 308 GTB.
De 1967 à 1989, il participe aussi régulièrement aux 24 Heures du Mans, pilotant divers types de bolides: Alpine, Ferrari, Rondeau, Spice, avec pour meilleur résultat deux 5e places, en 1972 et 1981. Il est vainqueur de l'indice énergétique en 1968 avec Jean-Pierre Nicolas sur une Alpine A 210 (moteur de 1 005 cm3) à la moyenne de 152,971 km/h, vainqueur en GTS en 1972 sur une Ferrari 365 GTB/4 Daytona avec Claude Ballot-Lena à 173,444 km/h de moyenne, vainqueur du groupe IMSA en 1981 sur Ferrari 512 BB LM avec Claude Ballot-Lena à 186,226 km/h de moyenne, vainqueur du groupe C2 en 1989 sur Courage C 20 LM avec l'équipage Shungi Kasuya et Philippe Farjon à 176,320 km/h de moyenne.
Il conduit également la Citroën BX 4TC au cours de sa courte carrière en groupe B.
Début octobre 2007, alors qu'il n'avait plus piloté en rallye depuis douze ans, Jean-Claude Andruet retrouve la compétition à l'occasion de courses de véhicules historiques. Il gagne notamment le Tour de Corse Historique au volant d'une Porsche 911 (copilote Guy Mizael), et est vainqueur de la Coupe de France des rallyes VHC (Véhicule Historique de Compétition) 2008, dans sa catégorie (selon l'âge de la voiture), avec la Porsche 911 RSR de l’écurie TCM-Feralu de Philippe Peauger. Il remporte aussi la finale de la Coupe de France des rallyes VHC à deux reprises : en 2010 et en 2012, avec sa copilote légendaire « Biche » à ses côtés.
Il a eu un fils, Gilles Andruet, qui fut champion de France d'échecs en 1988 (et 2e en 1987), avant d'être retrouvé assassiné en 1995 près de Sainte-Geneviève-des-Bois dans l'Essonne en région parisienne. Il a par ailleurs deux autres filles et un petit-fils.
Il est constructeur de voiturettes utilitaires et de deux roues électriques sur mesure, sous la marque JC Andruet SA.

## Titres
| Saison | Titre                                                          | Voiture                           |
| ------ | -------------------------------------------------------------- | --------------------------------- |
| 1965   | Champion de France des Aspirants                               | Renault 8 Gordini                 |
| 1967   | Challenge Shell                                                | Alpine berlinette A110 1150       |
| 1968   | Champion de France des rallyes sur asphalte                    | Alpine A110                       |
| 1970   | Champion de France des rallyes sur asphalte                    | Alpine A110 1600                  |
| 1970   | Champion d'Europe des rallyes                                  | Alpine A110 1600                  |
| 1972   | Vice-champion de France des rallyes sur asphalte               | Alpine-Renault A110 1800 Mignotet |
| 1980   | Vice-champion de France des rallyes sur asphalte               | Fiat 131 Abarth                   |
| 1981   | Vice-champion d'Europe des rallyes*                            | Ferrari 308 GTB                   |
| 2008   | Coupe de France des rallyes Véhicule Historique de Compétition | Porsche 911 RSR TCM-FERALU        |

## Victoires en championnat du monde des rallyes
Références : Jonkka's World Rally Archive, RallyBase
| # | Saison | Rallye                 | Pays   | Copilote             | Voiture                  |
| - | ------ | ---------------------- | ------ | -------------------- | ------------------------ |
| 1 | 1973   | 42e Rallye Monte-Carlo | Monaco | "Biche"              | Alpine-Renault A110 1800 |
| 2 | 1974   | 18e Tour de Corse      | France | "Biche"              | Lancia Stratos HF        |
| 3 | 1977   | 19e Rallye Sanremo     | Italie | Christian Delferrier | Fiat 131 Abarth          |

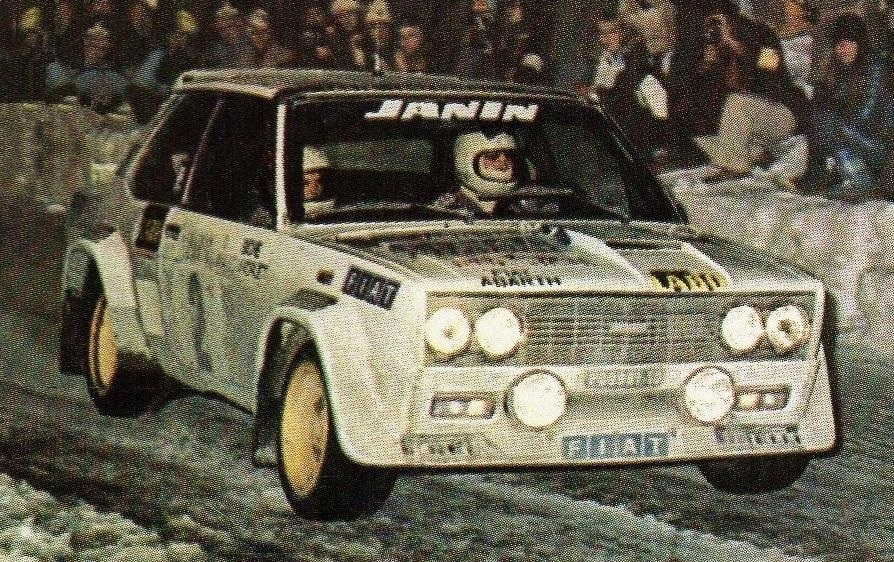
Andruet sur Fiat 131 Abarth en 1977 (col de Turini, Rallye Monte-Carlo).

(2e des rallyes Monte-Carlo 1977  et du tour de Corse 1978 ; 3e du tour de Corse 1975 ; de plus ses victoires avec Lancia au Tour de Corse et Fiat au Sanremo contribuèrent à la victoire finale de ces deux marques lors de leurs conquêtes respectives des titres mondiaux des constructeurs en 1974 et 1977)

## Victoires en championnat d'Europe des conducteurs
Le championnat d'Europe des rallyes pour conducteurs fut créé en 1953, et ne doit pas être confondu avec le championnat d'Europe des rallyes pour constructeurs disputé en 1968 et 1969, ni avec le championnat international des marques (parfois désigné championnat d'Europe des marques) qui fut disputé de 1970 à 1972, avant la création du championnat du monde des rallyes en 1973.
| #  | Saison | Rallye                                                                      | Pays     | Copilote          | Voiture                           |
| -- | ------ | --------------------------------------------------------------------------- | -------- | ----------------- | --------------------------------- |
| 1  | 1970   | Rallye Lyon-Charbonnières-Stuttgart–Solitude (23e)                          | France   | David Stone       | Alpine A110 1600                  |
| 2  | 1970   | Rallye de Lorraine (17e)                                                    | France   | Michel Vial       | Alpine A110 1600                  |
| 3  | 1970   | Rallye international de Genève (38e)                                        | Suisse   | Michèle Véron     | Alpine A110 1600                  |
| 4  | 1970   | Rallye de Pologne (30e)                                                     | Pologne  | Michèle Véron     | Alpine A110 1600                  |
| 5  | 1970   | Rallye Munich-Vienne-Budapest (Rallye du Danube, ou Rallye des trois Cités) | Hongrie  | Michèle Véron     | Alpine A110 1600                  |
| 6  | 1972   | Rallye Lyon-Charbonnières-Stuttgart-Solitude (25e)                          | France   | "Biche"           | Alpine A110 1800                  |
| 7  | 1972   | Tour de France automobile (17e)                                             | France   | "Biche"           | Ferrari 365 GTB4                  |
| 8  | 1972   | Tour de Corse (16e)                                                         | France   | "Biche"           | Alpine A110 1800                  |
| 9  | 1974   | Giro Italia (2e)                                                            | Italie   | "Biche"           | Lancia Stratos HF                 |
| 10 | 1977   | Rallye d'Antibes                                                            | France   | Tilber            | Fiat 131 Abarth                   |
| 11 | 1978   | Ronde limousine (25e)                                                       | France   | "Biche"           | Fiat 131 Abarth                   |
| 12 | 1981   | Rallye de Sicile (10e)                                                      | Italie   | Tilber            | Ferrari 308 GTB                   |
| 13 | 1981   | Rallye des quatre régions                                                   | Italie   | Denise Emmanuelli | Ferrari 308 GTB                   |
| 14 | 1981   | 24 heures d'Ypres (8e)                                                      | Belgique | Denise Emmanuelli | Ferrari 308 GTB                   |
| 15 | 1981   | Tour de France automobile (40e)                                             | France   | Chantal Bouchetal | Ferrari 308 GTB                   |
| 16 | 1982   | Tour de France automobile (41e)                                             | France   | "Biche"           | Ferrari 308 GTB                   |
| 17 | 1984   | Rallye des Garrigues (5e)                                                   | France   | Martine Rick      | Lancia Rally 037 Total Chardonnet |

(Remarque: a également finit 2e de la Targa Florio en 1973, puis 1981 (rallye alors), et du Tour de France automobile en 1984)

## Victoires en championnat de France des rallyes
Bilan de 33 victoires, sur 17 années:
- 1968 (4) :
  - Rallye Lyon-Charbonnières-Stuttgart–Solitude
  - Ronde Cévenole
  - Rallye du Mont-Blanc
  - Tour de Corse
- 1969 (2) :
  - Rallye du Mont-Blanc
  - Rallye de Lorraine
- 1970 (4):
  - Rallye des Routes du Nord
  - Rallye Lyon-Charbonnières-Stuttgart–Solitude
  - Rallye de Lorraine
  - Ronde Cévenole
- 1972 (5) :
  - Rallye Lyon-Charbonnières-Stuttgart-Solitude
  - Ronde Cévenole
  - Rallye du Var
  - Tour de France automobile
  - Tour de Corse
- 1973 (1) :
  - Tour de l'Aisne
- 1974 (3):
  - Critérium Neige et Glace
  - Ronde de la Giraglia
  - Tour de Corse
- 1976 (1):
  - Ronde Cévenole
- 1977 (1):
  - Rallye d'Antibes
- 1978 (2):
  - Ronde de la Giraglia
  - Ronde limousine
- 1979 (1):
  - Ronde Cévenole
- 1980 (5):
  - Critérium de Touraine
  - Critérium Jean Behra
  - Ronde d'Armor
  - Critérium des Cévennes
  - Rallye du Var
- 1981 (1):
  - Tour de France automobile
- 1982 (1):
  - Tour de France automobile
- 1984 (2):
  - Rallye des Garrigues
  - Rallye du Var

(remarque: Andruet a également remporté le Critérium des Cévennes en 1982, 1983 et 1984, alors hors championnat)

## Autres victoires notables (hors courses de côtes)
- 1967 : Coupe des Alpes (réservée à la catégorie GT)
- 1969 : Critérium Alpin
- 1971 et 1972 : Ronde Hivernale de Chamonix
- 1971 : Slalom de Panissières (réservé aux monoplaces)
- 1977 : 24 Heures de Spa (avec Eddy Joosen sur BMW 530i; 2e en 1981[19])
- 2008 : Ronde de la Giraglia "Historic" (1re édition)
- 2010 : Finale de la Coupe de France des Rallyes VHC  Porsche 911 RSR TCM-FERALU
- 2012 : Finale de la Coupe de France des Rallyes VHC  Porsche 911 RSR TCM-FERALU

## Participations aux 24 heures du Mans (19)
| Année | Équipe                     | Voiture             | Coéquipier            | Coéquipier             | Classement | Cause d'abandon             |
| ----- | -------------------------- | ------------------- | --------------------- | ---------------------- | ---------- | --------------------------- |
| 1967  | Société Automobiles Alpine | Alpine A210         | Robert Bouharde       |                        | Abandon    | Accicent                    |
| 1968  | Société Automobiles Alpine | Alpine A210         | Jean-Pierre Nicolas   |                        | 12e        |                             |
| 1969  | Société Automobiles Alpine | Alpine A220         | Henri Grandsire       |                        | Abandon    | Surchauffe des cylindres    |
| 1970  | Ecurie Intersports SA      | Ligier JS1          | Guy Ligier            |                        | Abandon    | Distributeur d'alimentation |
| 1971  | Christian Poirot           | Porsche 910         | Christian Poirot (de) |                        | Abandon    | Accident                    |
| 1972  | Charles Pozzi              | Ferrari 365 GTB4    | Claude Ballot-Léna    |                        | 5e         |                             |
| 1973  | Ecurie Francorchamps       | Ferrari 365 GTB4    | Richard Bond (de)     |                        | 20e        |                             |
| 1974  | North American Racing Team | Ferrari 312 P       | Teodoro Zeccoli       |                        | 9e         |                             |
| 1975  | Ecurie Francorchamps       | Ferrari 365 GTB4    | Teddy Pilette         | Hugues de Fierlant     | 12e        |                             |
| 1976  | ASA Cachia                 | Porsche Carrera RSR | Thierry Sabine        | Philippe Dagoreau (de) | 13e        |                             |
| 1978  | Pozzi Thompson JMS         | Ferrari 512 BB      | Spartaco Dini (de)    |                        | Abandon    | Casse moteur                |
| 1979  | Charles Pozzi              | Ferrari 512 BB      | Spartaco Dini (de)    |                        | Abandon    | Casse moteur                |
| 1980  | JMS Racing Charles Pozzi   | Ferrari 512 BB      | Claude Ballot-Léna    |                        | Abandon    | Casse moteur                |
| 1981  | Charles Pozzi              | Ferrari 512 BB LM   | Claude Ballot-Léna    |                        | 5e         |                             |
| 1982  | Charles Pozzi              | Ferrari 512 BB      | Claude Ballot-Léna    |                        | Abandon    | Casse moteur                |
| 1983  | Martini Racing             | Lancia LC2          | Paolo Barilla         | Alessandro Nannini     | Abandon    | Casse moteur                |
| 1985  | WM Peugeot                 | WM P83B             | Claude Haldi          | Roger Dorchy           | Abandon    | Accident                    |
| 1988  | Chamberlain Engineering    | Spice SE88C         | Claude Ballot-Léna    | Jean-Louis Ricci       | Abandon    | Casse moteur                |
| 1989  | Courage Compétition        | Cougar C20B         | Philippe Farjon       | Syunji Kasuya          | 14e        |                             |

## Distinctions
- Lauréat du Prix Roland Peugeot de l'Académie des sports du plus bel exploit automobile français de l'année en 1970[20].

## Anecdote
- La Remise (Antraigues-sur-Volane) offrit des tartelettes aux pommes à tous les équipages encore en course passant devant son seuil jusqu'en janvier 2014[21] grâce à l'unique gentleman-agreement accordé par la direction de course du Monte-Carlo de non-exclusion pour ravitaillement illicite, à la suite de la rencontre de Jean-Claude Andruet - et de « Biche » - en décembre 1973 avec le restaurateur lors d'une reconnaissance du rallye[22] (ils furent troisièmes ensemble lors du Tour de Corse en 1975[23])